# Deyeuxia
Deyeuxia es un género de plantas herbáceas de la familia de las poáceas. Es originario de las regiones templadas del globo.
Está considerado un sinónimo del género Calamagrostis Adans.

## Etimología
El nombre del género fue otorgado en honor de Nicolas Deyeux (1753–1837) profesor de farmacia y medicina en París. 

## Citología
Número base de cromosomas, x = 7. 2n = 28.